# جوائز إيان تشارلزون
جوائز إيان تشارلزون (بالإنجليزية: Ian Charleson Awards)‏ هي جوائز مسرحية تمنح لأفضل العروض المسرحية الكلاسيكية في بريطانيا ولممثلين دون سن الثلاثين. تم إنشاء الجائزة سنة 1990 وتسميتها تخليداً لذكرى الممثل البريطاني الشهير إيان تشارلزون، وتديرها صحيفة صنداي تايمز والمسرح الوطني البريطاني، وتمنح سنويًا منذ ذلك الحين.
فكرة إنشاء الجوائز صدرت عن الناقد المسرحي جون بيتر العامل بصحيفة الصنداي تايمز، لا سيما في ذكرى الأداء الاستثنائي لتشارلسون لدور هاملت الذي كان يؤديه قبل وفاته بفترة وجيزة.
يحصل الفائزون الثلاث الأوائل على جائزة نقدية، ويتم تقديمها مكافأة عن أداء المرشحين لأدوار مسرحية شاركوا بها عن العام السابق لعام منح الجوائز.
تم الإعلان عن ترشيحات القائمة المختصرة لعام 2019 في مايو 2020، ولكن تم تأجيل حفل توزيع الجوائز بسبب جائحة كوفيد-19، أقيم حفل رقمي في مارس 2021 وكان الفائز هو هيلد غيان.